# Lycaeides anna
Lycaeides anna är en fjärilsart som beskrevs av Edwards 1861. Lycaeides anna ingår i släktet Lycaeides och familjen juvelvingar. Inga underarter finns listade i Catalogue of Life.